# Bois-Normand-près-Lyre
Pour les articles homonymes, voir Bois (homonymie) et Bois (communes).
Bois-Normand-près-Lyre est une commune française située dans le département de l'Eure en région Normandie.

## Géographie

### Localisation
|          | Bois-Anzeray           | La Vieille-Lyre                 |
| Chambord | Bois-Normand-près-Lyre | La Neuve-Lyre Neaufles-Auvergny |
|          | Les Bottereaux         |                                 |

### Hydrographie
La commune est située dans le bassin Seine-Normandie. Elle est drainée par le Val Logé et le fossé 01 de la commune de Bois-Normand-Pres-Lyre,,.
Le Val Loge, d'une longueur de 14 km, prend sa source dans la commune de Saint-Nicolas-de-Sommaire et se jette  dans la Risle à La Neuve-Lyre, après avoir traversé huit communes.

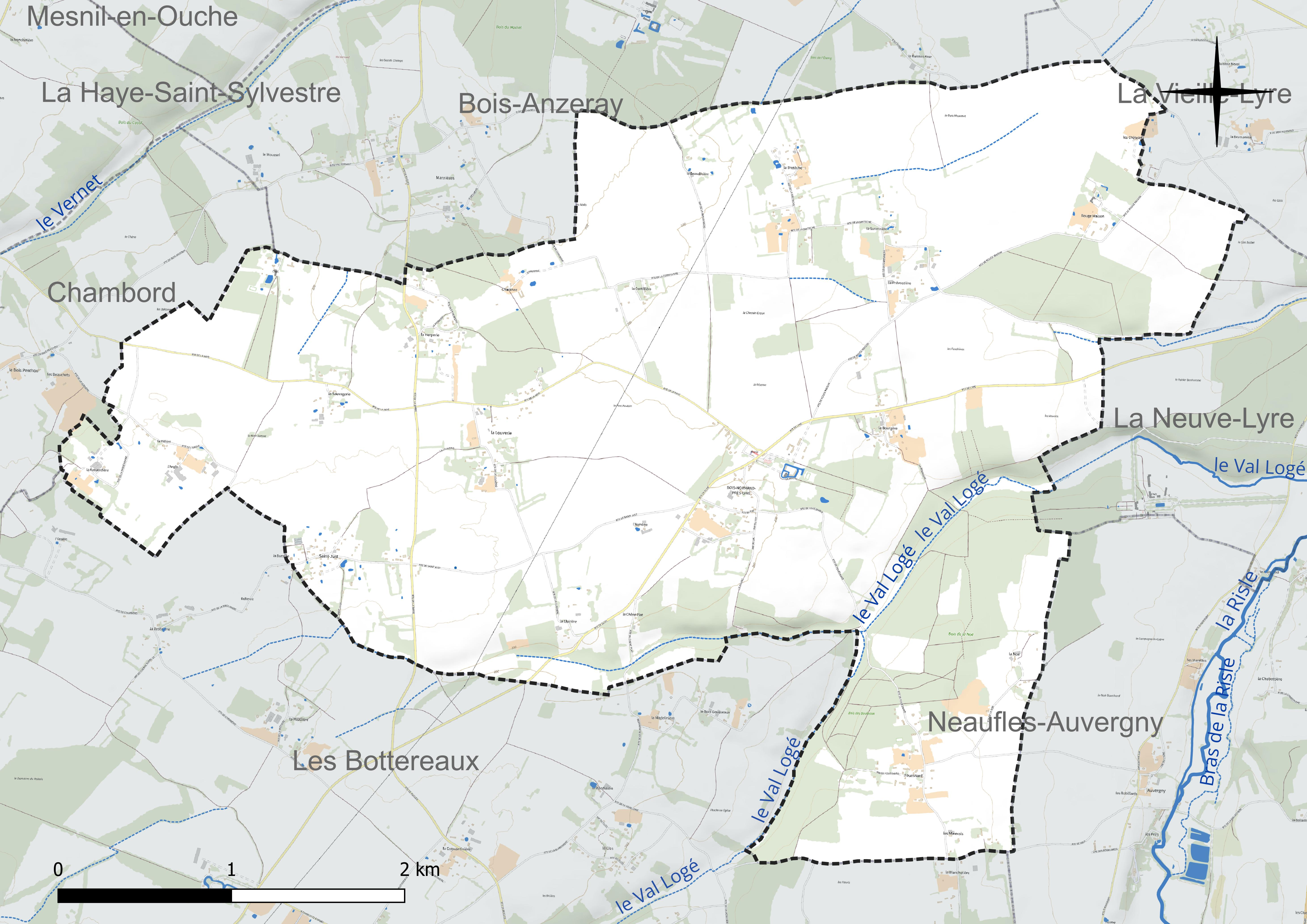
Réseau hydrographique de Bois-Normand-près-Lyre.

### Climat
Pour des articles plus généraux, voir Climat de la Normandie et Climat de l'Eure.
En 2010, le climat de la commune est de type climat océanique dégradé des plaines du Centre et du Nord, selon une étude du CNRS s'appuyant sur une série de données couvrant la période 1971-2000. En 2020, Météo-France publie une typologie des climats de la France métropolitaine dans laquelle la commune est exposée à un climat océanique et est dans une zone de transition entre les régions climatiques « Côtes de la Manche orientale » et « Normandie (Cotentin, Orne) ». Parallèlement le GIEC normand, un groupe régional d’experts sur le climat, différencie quant à lui, dans une étude de 2020, trois grands types de climats pour la région Normandie, nuancés à une échelle plus fine par les facteurs géographiques locaux. La commune est, selon ce zonage, exposée à un « climat des plateaux abrités », correspondant aux plaines agricoles de l’Eure, avec une pluviométrie beaucoup plus faible que dans la plaine de Caen en raison du double effet d’abri provoqué par les collines du Bocage normand et par celles qui s’étendent sur un axe du Pays d'Auge au Perche.
Pour la période 1971-2000, la température annuelle moyenne est de 9,9 °C, avec  une amplitude thermique annuelle de 13,7 °C. Le cumul annuel moyen de précipitations est de 757 mm, avec 12,3 jours de précipitations en janvier et 8,5 jours en juillet. Pour la période 1991-2020, la température moyenne annuelle observée sur la station météorologique la plus proche, située sur la commune des Bottereaux à 3 km à vol d'oiseau, est de 10,8 °C et le cumul annuel moyen de précipitations est de 736,5 mm,. Pour l'avenir, les paramètres climatiques de la commune estimés pour 2050 selon différents scénarios d’émission de gaz à effet de serre sont consultables sur un site dédié publié par Météo-France en novembre 2022.

## Urbanisme

### Typologie
Au 1er janvier 2024, Bois-Normand-près-Lyre est catégorisée commune rurale à habitat très dispersé, selon la nouvelle grille communale de densité à 7 niveaux définie par l'Insee en 2022.
Elle est située hors unité urbaine et hors attraction des villes,.

### Occupation des sols
L'occupation des sols de la commune, telle qu'elle ressort de la base de données européenne d’occupation biophysique des sols Corine Land Cover (CLC), est marquée par l'importance des territoires agricoles (84,1 % en 2018), une proportion sensiblement équivalente à celle de 1990 (84,4 %). La répartition détaillée en 2018 est la suivante : 
terres arables (58,2 %), prairies (16,1 %), forêts (15,9 %), zones agricoles hétérogènes (9,9 %). L'évolution de l’occupation des sols de la commune et de ses infrastructures peut être observée sur les différentes représentations cartographiques du territoire : la carte de Cassini (XVIIIe siècle), la carte d'état-major (1820-1866) et les cartes ou photos aériennes de l'IGN pour la période actuelle (1950 à aujourd'hui).

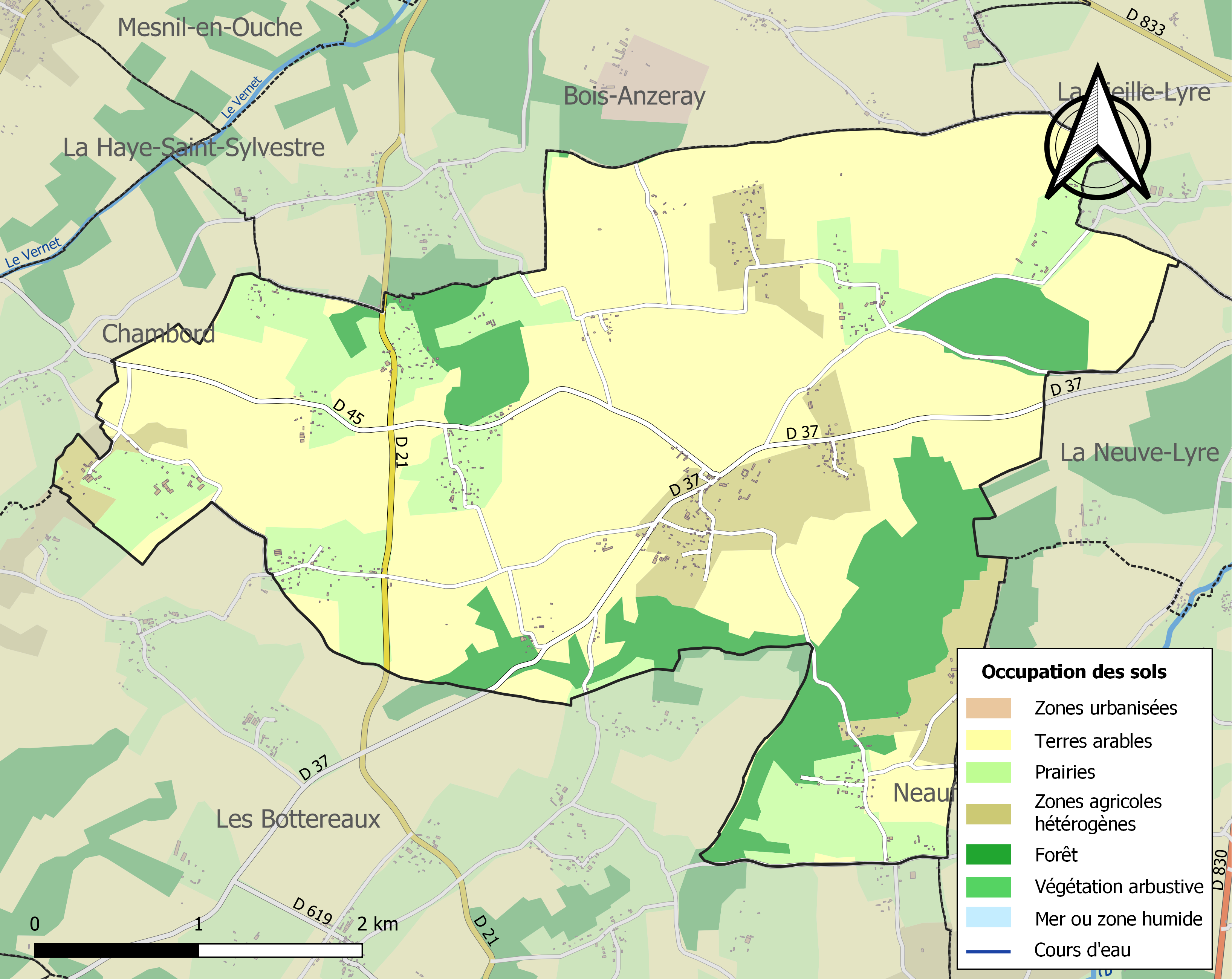
Carte des infrastructures et de l'occupation des sols de la commune en 2018 (CLC).

## Toponymie
Le nom de la localité est attesté sous la forme latinisée Silva Normanni (cartulaire de Lyre) entre 1066 et 1087, puis Saint Julien du Boys Normand en 1394 (aveu de Jehan de Gisay), Boscus Normanni en 1223 (charte de Raoul de Cierrey), Boscus Normant au XIIIe siècle, Boisnormand sur Rile en 1828.
Il s'agit d'une formation médiévale en Bosc- « bois », francisée par la suite en Bois-, suivi du nom de personne ethnique Normand « le Scandinave » que l'on retrouve dans les toponymes Bois-Normand (Eure, Boscus Normanni 1180) et Normanville, ainsi que dans les patronymes Lenormand et Normand.
Au cours de la Révolution française, la commune, alors nommée simplement Bois-Normand, reçut le nom de Bois-Normand-près-Lyre et le conserva.
Lyre fait référence à La Neuve-Lyre.

## Politique et administration

### Rattachements administratifs et électoraux
La commune se trouve  dans l'arrondissement d'Évreux du département de l'Eure. Pour l'élection des députés, elle fait partie depuis 1988 de la deuxième circonscription de l'Eure.
Elle faisait partie depuis 1801 du canton de Rugles. Dans le cadre du redécoupage cantonal de 2014 en France, la commune est désormais rattachée au canton de Breteuil.

### Intercommunalité
La commune était membre de la petite communauté de communes du Canton de Rugles créée fin 1995.
Dans le cadre des prescriptions de loi portant nouvelle organisation territoriale de la République (Loi NOTRe) du 7 août 2015, qui prévoit que les établissements publics de coopération intercommunale (EPCI) à fiscalité propre doivent avoir un minimum de 15 000 habitants (sous réserve de certaines dérogations bénéficiant aux territoires de très faible densité), celle-ci fusionne avec ses voisines pour former, le 1er janvier 2017, la Communauté de communes Interco Normandie Sud Eure, dont fait désormais partie la commune.

### Liste des maires
| Période                                  | Période                       | Identité                   | Étiquette | Qualité                                 |
| ---------------------------------------- | ----------------------------- | -------------------------- | --------- | --------------------------------------- |
| Les données manquantes sont à compléter. |                               |                            |           |                                         |
| mars 1983                                | 2008                          | Pierre Louvard             |           |                                         |
| mars 2008                                | août 2017                     | Daniel Mignot              | SE        | Électricien retraité Décédé en fonction |
| octobre 2017                             | En cours (au 16 octobre 2017) | Emmanuel Bourlon de Rouvre |           |                                         |

## Démographie
L'évolution du nombre d'habitants est connue à travers les recensements de la population effectués dans la commune depuis 1793. Pour les communes de moins de 10 000 habitants, une enquête de recensement portant sur toute la population est réalisée tous les cinq ans, les populations de référence des années intermédiaires étant quant à elles estimées par interpolation ou extrapolation. Pour la commune, le premier recensement exhaustif entrant dans le cadre du nouveau dispositif a été réalisé en 2006.

En 2022, la commune comptait 371 habitants, en évolution de +9,44 % par rapport à 2016 (Eure : −0,25 %, France hors Mayotte : +2,11 %).
| 1793 | 1800 | 1806 | 1821 | 1831 | 1836 | 1841 | 1846 | 1851 |
| ---- | ---- | ---- | ---- | ---- | ---- | ---- | ---- | ---- |
| 751  | 814  | 753  | 785  | 700  | 673  | 622  | 625  | 625  |

| 1856 | 1861 | 1866 | 1872 | 1876 | 1881 | 1886 | 1891 | 1896 |
| ---- | ---- | ---- | ---- | ---- | ---- | ---- | ---- | ---- |
| 622  | 572  | 556  | 555  | 501  | 462  | 447  | 427  | 425  |

| 1901 | 1906 | 1911 | 1921 | 1926 | 1931 | 1936 | 1946 | 1954 |
| ---- | ---- | ---- | ---- | ---- | ---- | ---- | ---- | ---- |
| 414  | 427  | 401  | 360  | 346  | 403  | 389  | 395  | 381  |

| 1962 | 1968 | 1975 | 1982 | 1990 | 1999 | 2006 | 2011 | 2016 |
| ---- | ---- | ---- | ---- | ---- | ---- | ---- | ---- | ---- |
| 370  | 317  | 333  | 308  | 325  | 308  | 345  | 374  | 339  |

| 2021 | 2022 | - | - | - | - | - | - | - |
| ---- | ---- | - | - | - | - | - | - | - |
| 361  | 371  | - | - | - | - | - | - | - |

## Culture locale et patrimoine

### Lieux et monuments
- L'église Saint-Julien, classée au titre des monuments historiques[27]. Elle a été édifiée au XVIIIe siècle par l'architecte rouennais Charles Thibault pour le président d'Acquigny[28].

### Personnalités liées à la commune
- Claude Le Roy, entraîneur de football, né dans la commune,
- Jo Dona (1925-2003), chanteur et animateur radio français, résidant de la commune.

### Héraldique
|  | Les armes de la ville se blasonnent ainsi : losangé d’or et de sinople au chêne d’argent brochant, au chef de gueules chargé d’un léopard aussi d’or. Le léopard d'or des armoiries de Bois-Normand-près-Lyre rappelle les armoiries de la Normandie. |